# Мілійська мова
Мілійська мова, також відома як лікійська B (або лікійська 2) — це давня анатолійська мова, що раніше вважалася діалектом лікійської, але нині переважно розглядається як окрема мова. Вона збереглася у двох написах: один із 45 складів на тримовній стелі у Ксантосі і ще один, коротший, на саркофазі в Антіфеллі. Ксантоський напис віршований і строфи у нього поділені за допомогою ⟨)⟩.